# Josef Rieder
Pour les articles homonymes, voir Rieder.
Ne doit pas être confondu avec Joseph Rieder.
Josef Rieder, né le 3 décembre 1932 à Lermoos et mort le 15 juin 2019, est un skieur alpin autrichien.

## Biographie
Vainqueur du slalom aux championnats du monde de 1958 à Bad Gastein, Josef Rieder priva Toni Sailer d'un nouveau Grand Chelem, deux après les Jeux olympiques de 1956 de Cortina d'Ampezzo.
Josef Rieder alluma la vasque olympique aux Jeux olympiques d'hiver de 1964 à Innsbruck.

## Palmarès

### Jeux olympiques d'hiver
| Épreuve / Édition         | Descente | Slalom géant | Slalom      | Combiné                          |
| JO 1956 Cortina d'Ampezzo | Abandon  | —            | Disqualifié | Épreuve inexistante à cette date |

### Championnats du monde
| Épreuve / Édition         | Descente | Slalom géant | Slalom      | Combiné |
| JO 1956 Cortina d'Ampezzo | Abandon  | —            | Disqualifié | —       |
| Mondiaux 1958 Bad Gastein | 8e       | Argent       | Or          | Argent  |

### Arlberg-Kandahar
- Meilleur résultat : 2e place dans les descentes 1955 à Mürren et 1958 à Sankt Anton